# Беркевич, Леопольд Фомич
Леопольд Фомич Беркевич (15 декабря (27 декабря) 1828, Седльце — 1896 или 1897) — астроном, профессор Новороссийского Императорского университета. Организатор и первый руководитель университетской астрономической обсерватории, впоследствии ставшей Одесской обсерваторией.

## Биография
Родился в городе Седльце в семье врача. В 7 лет лишился отца и остался на попечении матери.
В 1845 году закончил гимназию в г. Люблино. Успешно сдал конкурсные экзамены в комиссии Варшавских педагогических курсов и был отправлен в качестве пансионера Царства Польского в Императорский Санкт-Петербургский университет во второе отделение философского факультета по разряду Математических наук. Был учеником профессора А. Н. Савича.
В 1849 году закончил высшее образование со статусом кандидата в Петербургском университете по разряду математических наук и был оставлен для приготовления к профессорскому званию, однако в связи с обязательствами пансионера он был вынужден оставить подготовку к ученому званию и вернуться в Варшаву.
В 1850 году переехал в Варшаву, поскольку был назначен младшим помощником директора Варшавской обсерватории, а также учителем физики и химии в училище раввинов. В том же году из училища он был переведен в уездное училище учителем арифметики и геометрии. 
В 1857 году получил должность учителя математики Варшавской губернской гимназии.
После завершения обязательств по государственной службе вышел в отставку и в 1860 году. Отправляется в Санкт-Петербург, где пытается продолжить обучение на собственные средства.
По рекомендации А. Н. Савича в мае 1862 отправлен в Германию на два года в составе группы молодых ученых. За время экспедиции работал под руководством известных немецких ученых-астрономов Ганзена, Энке, Петерса. Был избран членом Немецкого Астрономического Общества. 
После возвращения в Россию в 1864 году, готовил магистерскую диссертацию и в 1865 защитил ее, получил степень и был назначен доцентом в Новороссийский университет.
В 1868 защитил диссертацию на степень доктора астрономии и утвержден экстраординарным профессором там же.
В мае 1869 утвержден ординарным профессором по кафедре астрономии. Стал первым профессором астрономии в Новороссийском Императорском университете.
В 1871 году открыл университетскую астрономическую обсерваторию, впоследствии ставшую Одесской обсерваторией.
В 1881 году ушел в отставку.

## Научная деятельность
Был астрономом-теоретиком. Научные интесы лежали в области исследования движения малых планет Солнечной системы.